# Tour de Normandie 2016
La 36e édition du Tour de Normandie a eu lieu du 21 au 27 mars 2016. La course fait partie du calendrier UCI Europe Tour 2016 en catégorie 2.2.
L'épreuve a été remportée par le Belge Baptiste Planckaert (Wallonie Bruxelles-Group Protect), vainqueur de la cinquième étape, qui s'impose trois secondes devant son coéquipier et compatriote Olivier Pardini, lauréat de la deuxième étape qui lui devance au cumul des places le vainqueur de la quatrième étape le Français Benoît Sinner (Armée de Terre).
Un autre Belge, Timothy Dupont (Verandas Willems), remporte le classement par points notamment grâce à ses victoires sur les première, troisième et sixième étapes. Le Danois Jonas Gregaard (Riwal Platform) s'adjuge le classement de la montagne et l'Estonien Risto Raid (VC Rouen 76) celui des points chauds. Le Néerlandais Martijn Tusveld (Rabobank Development) finit meilleur jeune et la formation norvégienne (Joker) meilleure équipe.

## Présentation

### Équipes
Classé en catégorie 2.2 de l'UCI Europe Tour, le Tour de Normandie est par conséquent ouvert aux équipes continentales professionnelles françaises, aux équipes continentales professionnelles étrangères dans la limite de deux, aux équipes continentales, aux équipes nationales et aux équipes régionales et de clubs.
Vingt-quatre équipes participent à ce Tour de Normandie - dix-sept équipes continentales, une équipe nationale et six équipes régionales et de clubs :
| Équipes continentales            | Équipes continentales | Équipes continentales |
| Nom de l'équipe                  | Pays                  | Code                  |
| -------------------------------- | --------------------- | --------------------- |
| An Post-ChainReaction            | Irlande               | SKT                   |
| Armée de Terre                   | France                | ADT                   |
| Bridgestone Anchor               | Japon                 | BGT                   |
| ColoQuick-Cult                   | Danemark              | TCQ                   |
| JLT Condor                       | Royaume-Uni           | JLT                   |
| Join-S-De Rijke                  | Pays-Bas              | RIJ                   |
| Joker                            | Norvège               | TJB                   |
| Kuota-Lotto                      | Allemagne             | TKG                   |
| Leopard                          | Luxembourg            | LPC                   |
| Madison Genesis                  | Royaume-Uni           | MGT                   |
| Rabobank Development             | Pays-Bas              | RDT                   |
| Raleigh GAC                      | Royaume-Uni           | RAL                   |
| Riwal Platform                   | Danemark              | RIW                   |
| SEG Racing Academy               | Pays-Bas              | SEG                   |
| Sparebanken Sør                  | Norvège               | TSS                   |
| Verandas Willems                 | Belgique              | VWT                   |
| Wallonie Bruxelles-Group Protect | Belgique              | WBC                   |

| Équipe nationale             | Équipe nationale | Équipe nationale |
| Nom de l'équipe              | Pays             | Code             |
| ---------------------------- | ---------------- | ---------------- |
| Équipe nationale d'Allemagne | Allemagne        | GER              |

| Équipes régionales et de clubs | Équipes régionales et de clubs | Équipes régionales et de clubs |
| Nom de l'équipe                | Pays                           | Code                           |
| ------------------------------ | ------------------------------ | ------------------------------ |
| Aldro                          | Espagne                        | -                              |
| CC Nogent-sur-Oise             | France                         | -                              |
| Lotto-Soudal U23               | Belgique                       | -                              |
| VC Pays de Loudéac             | France                         | -                              |
| VC Rouen 76                    | France                         | -                              |
| Vendée U                       | France                         | -                              |

### Primes
Les prix sont attribués suivant le barème de l'UCI,.
| Position           | 1er     | 2e      | 3e    | 4e    | 5e    | 6e    | 7e    | 8e    | 9e    | 10e à 20e |
| Classement général | 2 105 € | 1 055 € | 525 € | 265 € | 210 € | 158 € | 158 € | 107 € | 107 € | 50 €      |
| Par étape          | 1 205 € | 600 €   | 300 € | 150 € | 120 € | 90 €  | 90 €  | 60 €  | 60 €  | 30 €      |
| Par demi-étape     | 900 €   | 455 €   | 225 € | 115 € | 90 €  | 68 €  | 68 €  | 47 €  | 47 €  | 20 €      |

## Étapes
| Étape     | Date    | Villes étapes                           | type            | Distance (km) | Vainqueur d'étape   | Leader du classement général |
| --------- | ------- | --------------------------------------- | --------------- | ------------- | ------------------- | ---------------------------- |
| Prologue  | 21 mars | Carentan – Carentan                     | prologue        | 6,4           | Lucas Liss          | Lucas Liss                   |
| 1re étape | 22 mars | Mondeville – Forges-les-Eaux            | étape de plaine | 201           | Timothy Dupont      | Lucas Liss                   |
| 2e étape  | 23 mars | Vernon – Elbeuf                         | étape de plaine | 167           | Olivier Pardini     | Olivier Pardini              |
| 3e étape  | 24 mars | Bourg-Achard – Argentan                 | étape de plaine | 175,5         | Timothy Dupont      | Olivier Pardini              |
| 4e étape  | 25 mars | Bagnoles-de-l'Orne – Bagnoles-de-l'Orne | étape vallonnée | 160           | Benoît Sinner       | Benoît Sinner                |
| 5e étape  | 26 mars | Trévières – Villedieu-les-Poêles        | étape de plaine | 180           | Baptiste Planckaert | Baptiste Planckaert          |
| 6e étape  | 27 mars | Coutances – Caen                        | étape de plaine | 150           | Timothy Dupont      | Baptiste Planckaert          |

## Déroulement de la course

### Prologue
| Classement de l'étape | Classement de l'étape | Classement de l'étape | Classement de l'étape        | Classement de l'étape |
|                       | Coureur               | Pays                  | Équipe                       | Temps                 |
| --------------------- | --------------------- | --------------------- | ---------------------------- | --------------------- |
| 1er                   | Lucas Liss            | Allemagne             | Équipe nationale d'Allemagne | en 8 min 7 s          |
| 2e                    | Coen Vermeltfoort     | Pays-Bas              | Join-S-De Rijke              | + 6 s                 |
| 3e                    | Jan Brockhoff         | Allemagne             | Leopard                      | + 6 s                 |
| 4e                    | Daniel Westmattelmann | Allemagne             | Kuota-Lotto                  | + 8 s                 |
| 5e                    | Reidar Borgersen      | Norvège               | Joker                        | + 10 s                |
| 6e                    | Antoine Leplingard    | France                | Vendée U                     | + 12 s                |
| 7e                    | Thomas Stewart        | Royaume-Uni           | Madison Genesis              | + 12 s                |
| 8e                    | Martijn Tusveld       | Pays-Bas              | Rabobank Development         | + 12 s                |
| 9e                    | Andreas Vangstad      | Norvège               | Sparebanken Sør              | + 13 s                |
| 10e                   | Philip Lindau         | Suède                 | Joker                        | + 14 s                |
| modifier              |                       |                       |                              |                       |

| Classement général | Classement général    | Classement général | Classement général           | Classement général |
|                    | Coureur               | Pays               | Équipe                       | Temps              |
| ------------------ | --------------------- | ------------------ | ---------------------------- | ------------------ |
| 1er                | Lucas Liss            | Allemagne          | Équipe nationale d'Allemagne | en 8 min 7 s       |
| 2e                 | Coen Vermeltfoort     | Pays-Bas           | Join-S-De Rijke              | + 6 s              |
| 3e                 | Jan Brockhoff         | Allemagne          | Leopard                      | + 6 s              |
| 4e                 | Daniel Westmattelmann | Allemagne          | Kuota-Lotto                  | + 8 s              |
| 5e                 | Reidar Borgersen      | Norvège            | Joker                        | + 10 s             |
| 6e                 | Antoine Leplingard    | France             | Vendée U                     | + 12 s             |
| 7e                 | Thomas Stewart        | Royaume-Uni        | Madison Genesis              | + 12 s             |
| 8e                 | Martijn Tusveld       | Pays-Bas           | Rabobank Development         | + 12 s             |
| 9e                 | Andreas Vangstad      | Norvège            | Sparebanken Sør              | + 13 s             |
| 10e                | Philip Lindau         | Suède              | Joker                        | + 14 s             |
| modifier           |                       |                    |                              |                    |

### 1reétape
| Classement de l'étape | Classement de l'étape | Classement de l'étape | Classement de l'étape        | Classement de l'étape |
|                       | Coureur               | Pays                  | Équipe                       | Temps                 |
| --------------------- | --------------------- | --------------------- | ---------------------------- | --------------------- |
| 1er                   | Timothy Dupont        | Belgique              | Verandas Willems             | en 5 h 17 min 27 s    |
| 2e                    | Pascal Ackermann      | Allemagne             | Équipe nationale d'Allemagne | m.t                   |
| 3e                    | Coen Vermeltfoort     | Pays-Bas              | Join-S-De Rijke              | m.t                   |
| 4e                    | Fridtjof Røinås       | Norvège               | Sparebanken Sør              | m.t                   |
| 5e                    | Cees Bol              | Pays-Bas              | Rabobank Development         | m.t                   |
| 6e                    | Kevin Deltombe        | Belgique              | Lotto-Soudal U23             | m.t                   |
| 7e                    | Tim Ariesen           | Pays-Bas              | SEG Racing Academy           | m.t                   |
| 8e                    | Erwann Corbel         | France                | VC Pays de Loudéac           | m.t                   |
| 9e                    | Nicolas Vereecken     | Belgique              | An Post-ChainReaction        | m.t                   |
| 10e                   | Thibault Ferasse      | France                | Armée de Terre               | m.t                   |
| modifier              |                       |                       |                              |                       |

| Classement général | Classement général    | Classement général | Classement général           | Classement général |
|                    | Coureur               | Pays               | Équipe                       | Temps              |
| ------------------ | --------------------- | ------------------ | ---------------------------- | ------------------ |
| 1er                | Lucas Liss            | Allemagne          | Équipe nationale d'Allemagne | en 5 h 25 min 34 s |
| 2e                 | Coen Vermeltfoort     | Pays-Bas           | Join-S-De Rijke              | + 2 s              |
| 3e                 | Jan Brockhoff         | Allemagne          | Leopard                      | + 6 s              |
| 4e                 | Daniel Westmattelmann | Allemagne          | Kuota-Lotto                  | + 8 s              |
| 5e                 | Reidar Borgersen      | Norvège            | Joker                        | + 10 s             |
| 6e                 | Antoine Leplingard    | France             | Vendée U                     | + 12 s             |
| 7e                 | Thomas Stewart        | Royaume-Uni        | Madison Genesis              | + 12 s             |
| 8e                 | Martijn Tusveld       | Pays-Bas           | Rabobank Development         | + 12 s             |
| 9e                 | Dylan Kowalski        | France             | VC Rouen 76                  | + 12 s             |
| 10e                | Andreas Vangstad      | Norvège            | Sparebanken Sør              | + 13 s             |
| modifier           |                       |                    |                              |                    |

### 2eétape
| Classement de l'étape | Classement de l'étape | Classement de l'étape | Classement de l'étape            | Classement de l'étape |
|                       | Coureur               | Pays                  | Équipe                           | Temps                 |
| --------------------- | --------------------- | --------------------- | -------------------------------- | --------------------- |
| 1er                   | Olivier Pardini       | Belgique              | Wallonie Bruxelles-Group Protect | en 3 h 54 min 31 s    |
| 2e                    | Dylan Kowalski        | France                | VC Rouen 76                      | + 0 s                 |
| 3e                    | Benoît Sinner         | France                | Armée de Terre                   | + 0 s                 |
| 4e                    | Martijn Tusveld       | Pays-Bas              | Rabobank Development             | + 0 s                 |
| 5e                    | Markus Hoelgaard      | Norvège               | Joker                            | + 0 s                 |
| 6e                    | Nicolas Vereecken     | Belgique              | An Post-ChainReaction            | + 17 s                |
| 7e                    | Romain Bacon          | France                | CC Nogent-sur-Oise               | + 19 s                |
| 8e                    | Bjørn Tore Hoem       | Norvège               | Joker                            | + 20 s                |
| 9e                    | Antoine Leplingard    | France                | Vendée U                         | + 20 s                |
| 10e                   | Alexander Krieger     | Allemagne             | Leopard                          | + 20 s                |
| modifier              |                       |                       |                                  |                       |

| Classement général | Classement général    | Classement général | Classement général               | Classement général |
|                    | Coureur               | Pays               | Équipe                           | Temps              |
| ------------------ | --------------------- | ------------------ | -------------------------------- | ------------------ |
| 1er                | Olivier Pardini       | Belgique           | Wallonie Bruxelles-Group Protect | en 9 h 20 min 7 s  |
| 2e                 | Dylan Kowalski        | France             | VC Rouen 76                      | + 4 s              |
| 3e                 | Martijn Tusveld       | Pays-Bas           | Rabobank Development             | + 9 s              |
| 4e                 | Coen Vermeltfoort     | Pays-Bas           | Join-S-De Rijke                  | + 23 s             |
| 5e                 | Benoît Sinner         | France             | Armée de Terre                   | + 25 s             |
| 6e                 | Jan Brockhoff         | Allemagne          | Leopard                          | + 27 s             |
| 7e                 | Nicolas Vereecken     | Belgique           | An Post-ChainReaction            | + 28 s             |
| 8e                 | Antoine Leplingard    | France             | Vendée U                         | + 29 s             |
| 9e                 | Daniel Westmattelmann | Allemagne          | Kuota-Lotto                      | + 29 s             |
| 10e                | Reidar Borgersen      | Norvège            | Joker                            | + 31 s             |
| modifier           |                       |                    |                                  |                    |

### 3eétape
| Classement de l'étape | Classement de l'étape | Classement de l'étape | Classement de l'étape            | Classement de l'étape |
|                       | Coureur               | Pays                  | Équipe                           | Temps                 |
| --------------------- | --------------------- | --------------------- | -------------------------------- | --------------------- |
| 1er                   | Timothy Dupont        | Belgique              | Verandas Willems                 | en 4 h 16 min 39 s    |
| 2e                    | Coen Vermeltfoort     | Pays-Bas              | Join-S-De Rijke                  | m.t                   |
| 3e                    | Cees Bol              | Pays-Bas              | Rabobank Development             | m.t                   |
| 4e                    | Tim Ariesen           | Pays-Bas              | SEG Racing Academy               | m.t                   |
| 5e                    | Cyrille Patoux        | France                | VC Pays de Loudéac               | m.t                   |
| 6e                    | Kevyn Ista            | Belgique              | Wallonie Bruxelles-Group Protect | m.t                   |
| 7e                    | Aidis Kruopis         | Lituanie              | Verandas Willems                 | m.t                   |
| 8e                    | Nicolas Vereecken     | Belgique              | An Post-ChainReaction            | m.t                   |
| 9e                    | Sebastián Mora        | Espagne               | Raleigh GAC                      | m.t                   |
| 10e                   | Joshua Huppertz       | Allemagne             | Kuota-Lotto                      | m.t                   |
| modifier              |                       |                       |                                  |                       |

| Classement général | Classement général | Classement général | Classement général               | Classement général  |
|                    | Coureur            | Pays               | Équipe                           | Temps               |
| ------------------ | ------------------ | ------------------ | -------------------------------- | ------------------- |
| 1er                | Olivier Pardini    | Belgique           | Wallonie Bruxelles-Group Protect | en 13 h 36 min 46 s |
| 2e                 | Martijn Tusveld    | Pays-Bas           | Rabobank Development             | + 7 s               |
| 3e                 | Dylan Kowalski     | France             | VC Rouen 76                      | + 11 s              |
| 4e                 | Coen Vermeltfoort  | Pays-Bas           | Join-S-De Rijke                  | + 15 s              |
| 5e                 | Timothy Dupont     | Belgique           | Verandas Willems                 | + 24 s              |
| 6e                 | Jan Brockhoff      | Allemagne          | Leopard                          | + 25 s              |
| 7e                 | Nicolas Vereecken  | Belgique           | An Post-ChainReaction            | + 26 s              |
| 8e                 | Benoît Sinner      | France             | Armée de Terre                   | + 27 s              |
| 9e                 | Cees Bol           | Pays-Bas           | Rabobank Development             | + 29 s              |
| 10e                | Antoine Leplingard | France             | Vendée U                         | + 36 s              |
| modifier           |                    |                    |                                  |                     |

### 4eétape
| Classement de l'étape | Classement de l'étape | Classement de l'étape | Classement de l'étape | Classement de l'étape |
|                       | Coureur               | Pays                  | Équipe                | Temps                 |
| --------------------- | --------------------- | --------------------- | --------------------- | --------------------- |
| 1er                   | Benoît Sinner         | France                | Armée de Terre        | en 3 h 40 min 19 s    |
| 2e                    | Romain Bacon          | France                | CC Nogent-sur-Oise    | + 0 s                 |
| 3e                    | Thibault Ferasse      | France                | Armée de Terre        | + 5 s                 |
| 4e                    | Timothy Dupont        | Belgique              | Verandas Willems      | + 18 s                |
| 5e                    | Tim De Troyer         | Belgique              | Verandas Willems      | + 18 s                |
| 6e                    | Nicolas Vereecken     | Belgique              | An Post-ChainReaction | + 18 s                |
| 7e                    | Jasper Bovenhuis      | Pays-Bas              | An Post-ChainReaction | + 18 s                |
| 8e                    | Cyrille Patoux        | France                | VC Pays de Loudéac    | + 18 s                |
| 9e                    | Kevin Deltombe        | Belgique              | Lotto-Soudal U23      | + 18 s                |
| 10e                   | Alex Rasmussen        | Danemark              | ColoQuick-Cult        | + 18 s                |
| modifier              |                       |                       |                       |                       |

| Classement général | Classement général | Classement général | Classement général               | Classement général  |
|                    | Coureur            | Pays               | Équipe                           | Temps               |
| ------------------ | ------------------ | ------------------ | -------------------------------- | ------------------- |
| 1er                | Benoît Sinner      | France             | Armée de Terre                   | en 17 h 17 min 24 s |
| 2e                 | Olivier Pardini    | Belgique           | Wallonie Bruxelles-Group Protect | + 1 s               |
| 3e                 | Martijn Tusveld    | Pays-Bas           | Rabobank Development             | + 5 s               |
| 4e                 | Dylan Kowalski     | France             | VC Rouen 76                      | + 12 s              |
| 5e                 | Coen Vermeltfoort  | Pays-Bas           | Join-S-De Rijke                  | + 15 s              |
| 6e                 | Jan Brockhoff      | Allemagne          | Leopard                          | + 24 s              |
| 7e                 | Timothy Dupont     | Belgique           | Verandas Willems                 | + 25 s              |
| 8e                 | Romain Bacon       | France             | CC Nogent-sur-Oise               | + 26 s              |
| 9e                 | Nicolas Vereecken  | Belgique           | An Post-ChainReaction            | + 27 s              |
| 10e                | Cees Bol           | Pays-Bas           | Rabobank Development             | + 30 s              |
| modifier           |                    |                    |                                  |                     |

### 5eétape
| Classement de l'étape | Classement de l'étape | Classement de l'étape | Classement de l'étape            | Classement de l'étape |
|                       | Coureur               | Pays                  | Équipe                           | Temps                 |
| --------------------- | --------------------- | --------------------- | -------------------------------- | --------------------- |
| 1er                   | Baptiste Planckaert   | Belgique              | Wallonie Bruxelles-Group Protect | en 4 h 46 min 9 s     |
| 2e                    | Timothy Dupont        | Belgique              | Verandas Willems                 | + 34 s                |
| 3e                    | Nicolas Vereecken     | Belgique              | An Post-ChainReaction            | + 34 s                |
| 4e                    | Coen Vermeltfoort     | Pays-Bas              | Join-S-De Rijke                  | + 34 s                |
| 5e                    | Tim Ariesen           | Pays-Bas              | SEG Racing Academy               | + 34 s                |
| 6e                    | Thomas Stewart        | Royaume-Uni           | Madison Genesis                  | + 34 s                |
| 7e                    | Martijn Tusveld       | Pays-Bas              | Rabobank Development             | + 34 s                |
| 8e                    | Olivier Pardini       | Belgique              | Wallonie Bruxelles-Group Protect | + 34 s                |
| 9e                    | Sebastián Mora        | Espagne               | Raleigh GAC                      | + 34 s                |
| 10e                   | Markus Hoelgaard      | Norvège               | Joker                            | + 34 s                |
| modifier              |                       |                       |                                  |                       |

| Classement général | Classement général  | Classement général | Classement général               | Classement général |
|                    | Coureur             | Pays               | Équipe                           | Temps              |
| ------------------ | ------------------- | ------------------ | -------------------------------- | ------------------ |
| 1er                | Baptiste Planckaert | Belgique           | Wallonie Bruxelles-Group Protect | en 22 h 4 min 4 s  |
| 2e                 | Benoît Sinner       | France             | Armée de Terre                   | + 3 s              |
| 3e                 | Olivier Pardini     | Belgique           | Wallonie Bruxelles-Group Protect | + 4 s              |
| 4e                 | Martijn Tusveld     | Pays-Bas           | Rabobank Development             | + 8 s              |
| 5e                 | Dylan Kowalski      | France             | VC Rouen 76                      | + 15 s             |
| 6e                 | Coen Vermeltfoort   | Pays-Bas           | Join-S-De Rijke                  | + 17 s             |
| 7e                 | Timothy Dupont      | Belgique           | Verandas Willems                 | + 22 s             |
| 8e                 | Nicolas Vereecken   | Belgique           | An Post-ChainReaction            | + 26 s             |
| 9e                 | Jan Brockhoff       | Allemagne          | Leopard                          | + 27 s             |
| 10e                | James Shaw          | Royaume-Uni        | Lotto-Soudal U23                 | + 44 s             |
| modifier           |                     |                    |                                  |                    |

### 6eétape
| Classement de l'étape | Classement de l'étape | Classement de l'étape | Classement de l'étape            | Classement de l'étape |
|                       | Coureur               | Pays                  | Équipe                           | Temps                 |
| --------------------- | --------------------- | --------------------- | -------------------------------- | --------------------- |
| 1er                   | Timothy Dupont        | Belgique              | Verandas Willems                 | en 3 h 23 min 50 s    |
| 2e                    | Sebastián Mora        | Espagne               | Raleigh GAC                      | m.t                   |
| 3e                    | Amund Grøndahl Jansen | Norvège               | Joker                            | m.t                   |
| 4e                    | Baptiste Planckaert   | Belgique              | Wallonie Bruxelles-Group Protect | m.t                   |
| 5e                    | Nicolas Vereecken     | Belgique              | An Post-ChainReaction            | m.t                   |
| 6e                    | Benoît Sinner         | France                | Armée de Terre                   | m.t                   |
| 7e                    | Cees Bol              | Pays-Bas              | Rabobank Development             | m.t                   |
| 8e                    | Coen Vermeltfoort     | Pays-Bas              | Join-S-De Rijke                  | m.t                   |
| 9e                    | Erwann Corbel         | France                | VC Pays de Loudéac               | m.t                   |
| 10e                   | Milan Menten          | Belgique              | Lotto-Soudal U23                 | m.t                   |
| modifier              |                       |                       |                                  |                       |

## Classements finals

### Classement général final
| Classement général final | Classement général final | Classement général final | Classement général final         | Classement général final |
|                          | Coureur                  | Pays                     | Équipe                           | Temps                    |
| ------------------------ | ------------------------ | ------------------------ | -------------------------------- | ------------------------ |
| 1er                      | Baptiste Planckaert      | Belgique                 | Wallonie Bruxelles-Group Protect | en 25 h 27 min 54 s      |
| 2e                       | Olivier Pardini          | Belgique                 | Wallonie Bruxelles-Group Protect | + 3 s                    |
| 3e                       | Benoît Sinner            | France                   | Armée de Terre                   | + 3 s                    |
| 4e                       | Martijn Tusveld          | Pays-Bas                 | Rabobank Development             | + 8 s                    |
| 5e                       | Timothy Dupont           | Belgique                 | Verandas Willems                 | + 12 s                   |
| 6e                       | Dylan Kowalski           | France                   | VC Rouen 76                      | + 12 s                   |
| 7e                       | Coen Vermeltfoort        | Pays-Bas                 | Join-S-De Rijke                  | + 17 s                   |
| 8e                       | Nicolas Vereecken        | Belgique                 | An Post-ChainReaction            | + 26 s                   |
| 9e                       | Jan Brockhoff            | Allemagne                | Leopard                          | + 27 s                   |
| 10e                      | James Shaw               | Royaume-Uni              | Lotto-Soudal U23                 | + 44 s                   |
| modifier                 |                          |                          |                                  |                          |

### Classements annexes
| Classement par points | Classement par points | Classement par points | Classement par points | Classement par points |
| --------------------- | --------------------- | --------------------- | --------------------- | --------------------- |
|                       | Coureur               | Pays                  | Équipe                | Point(s)              |
| 1er                   | Timothy Dupont        | Belgique              | Verandas Willems      | 118 points            |
| 2e                    | Coen Vermeltfoort     | Pays-Bas              | Join-S-De Rijke       | 71 pts                |
| 3e                    | Nicolas Vereecken     | Belgique              | An Post-ChainReaction | 69 pts                |
| modifier              |                       |                       |                       |                       |

| Classement de la montagne | Classement de la montagne | Classement de la montagne | Classement de la montagne | Classement de la montagne |
| ------------------------- | ------------------------- | ------------------------- | ------------------------- | ------------------------- |
|                           | Coureur                   | Pays                      | Équipe                    | Point(s)                  |
| 1er                       | Jonas Gregaard            | Danemark                  | Riwal Platform            | 31 points                 |
| 2e                        | Rasmus Mygind             | Danemark                  | Riwal Platform            | 25 pts                    |
| 3e                        | Nick Schultz              | Australie                 | SEG Racing Academy        | 15 pts                    |
| modifier                  |                           |                           |                           |                           |

| Classement des points chauds | Classement des points chauds | Classement des points chauds | Classement des points chauds | Classement des points chauds |
| ---------------------------- | ---------------------------- | ---------------------------- | ---------------------------- | ---------------------------- |
|                              | Coureur                      | Pays                         | Équipe                       | Point(s)                     |
| 1er                          | Risto Raid                   | Estonie                      | VC Rouen 76                  | 22 points                    |
| 2e                           | Jordan Levasseur             | France                       | Armée de Terre               | 12 pts                       |
| 3e                           | Nicolas Vereecken            | Belgique                     | An Post-ChainReaction        | 10 pts                       |
| modifier                     |                              |                              |                              |                              |

| Classement du meilleur jeune | Classement du meilleur jeune | Classement du meilleur jeune | Classement du meilleur jeune | Classement du meilleur jeune |
|                              | Coureur                      | Pays                         | Équipe                       | Temps                        |
| ---------------------------- | ---------------------------- | ---------------------------- | ---------------------------- | ---------------------------- |
| 1er                          | Martijn Tusveld              | Pays-Bas                     | Rabobank Development         | en 25 h 28 min 2 s           |
| 2e                           | Dylan Kowalski               | France                       | VC Rouen 76                  | + 4 s                        |
| 3e                           | Jan Brockhoff                | Allemagne                    | Leopard                      | + 19 s                       |
| modifier                     |                              |                              |                              |                              |

| \| Classement par équipes[12] \| Classement par équipes[12] \| Classement par équipes[12] \| Classement par équipes[12] \| \| \| Équipe \| Pays \| Temps \| \| -------------------------- \| -------------------------------- \| -------------------------- \| -------------------------- \| \| 1re \| Joker \| Norvège \| en 76 h 25 min 33 s \| \| 2e \| Rabobank Development \| Pays-Bas \| + 17 s \| \| 3e \| Wallonie Bruxelles-Group Protect \| Belgique \| + 44 s \| \| modifier \| \| \| \| |                                  |          |                     |
| Classement par équipes |                                  |          |                     |
| | Équipe                           | Pays     | Temps               |
| 1re | Joker                            | Norvège  | en 76 h 25 min 33 s |
| 2e | Rabobank Development             | Pays-Bas | + 17 s              |
| 3e | Wallonie Bruxelles-Group Protect | Belgique | + 44 s              |
| modifier |                                  |          |                     |

### UCI Europe Tour
Ce Tour de Normandie attribue des points pour l'UCI Europe Tour 2016, y compris aux coureurs faisant partie d'une équipe ayant un label WorldTeam. De plus la course donne le même nombre de points individuellement à tous les coureurs pour le Classement mondial UCI 2016.
| Position           | 1er | 2e | 3e | 4e | 5e | 6e | 7e | 8e à 10e |
| Classement général | 40  | 30 | 25 | 20 | 15 | 10 | 5  | 3        |
| Par étape          | 7   | 3  | 1  |    |    |    |    |          |
| Leader, par étape  | 1   |    |    |    |    |    |    |          |

| Cycliste              | Équipe                           | Général | Étape | Leader | Total |
| --------------------- | -------------------------------- | ------- | ----- | ------ | ----- |
| Baptiste Planckaert   | Wallonie Bruxelles-Group Protect | 40      | 7     | 1      | 48    |
| Timothy Dupont        | Verandas Willems                 | 15      | 24    | -      | 39    |
| Olivier Pardini       | Wallonie Bruxelles-Group Protect | 30      | 7     | 2      | 39    |
| Benoît Sinner         | Armée de Terre                   | 25      | 8     | 1      | 34    |
| Martijn Tusveld       | Rabobank Development             | 20      | -     | -      | 20    |
| Dylan Kowalski        | VC Rouen 76                      | 10      | 3     | -      | 13    |
| Coen Vermeltfoort     | Join-S-De Rijke                  | 5       | 7     | -      | 12    |
| Lucas Liss            | Équipe nationale d'Allemagne     | -       | 7     | 2      | 9     |
| Jan Brockhoff         | Leopard                          | 3       | 1     | -      | 4     |
| Nicolas Vereecken     | An Post-ChainReaction            | 3       | 1     | -      | 4     |
| Pascal Ackermann      | Équipe nationale d'Allemagne     | -       | 3     | -      | 3     |
| Romain Bacon          | CC Nogent-sur-Oise               | -       | 3     | -      | 3     |
| Sebastián Mora        | Raleigh GAC                      | -       | 3     | -      | 3     |
| James Shaw            | Lotto-Soudal U23                 | 3       | -     | -      | 3     |
| Cees Bol              | Rabobank Development             | -       | 1     | -      | 1     |
| Thibault Ferasse      | Armée de Terre                   | -       | 1     | -      | 1     |
| Amund Grøndahl Jansen | Joker                            | -       | 1     | -      | 1     |

## Évolution des classements
| Étape              | Vainqueur           | Classement général  | Classement par points | Classement de la montagne | Classement des points chauds | Classement du meilleur jeune | Classement par équipes |
| ------------------ | ------------------- | ------------------- | --------------------- | ------------------------- | ---------------------------- | ---------------------------- | ---------------------- |
| P                  | Lucas Liss          | Lucas Liss          | Lucas Liss            | Non décerné               | Non décerné                  | Lucas Liss                   | Leopard                |
| 1                  | Timothy Dupont      | Lucas Liss          | Timothy Dupont        | Nick Schultz              | Erwan Brenterch              | Lucas Liss                   | Leopard                |
| 2                  | Olivier Pardini     | Olivier Pardini     | Timothy Dupont        | Nick Schultz              | Nicolas Vereecken            | Dylan Kowalski               | Joker                  |
| 3                  | Timothy Dupont      | Olivier Pardini     | Timothy Dupont        | Jonas Gregaard            | Nicolas Vereecken            | Martijn Tusveld              | Rabobank Development   |
| 4                  | Benoît Sinner       | Benoît Sinner       | Timothy Dupont        | Jonas Gregaard            | Risto Raid                   | Martijn Tusveld              | Rabobank Development   |
| 5                  | Baptiste Planckaert | Baptiste Planckaert | Timothy Dupont        | Jonas Gregaard            | Risto Raid                   | Martijn Tusveld              | Joker                  |
| 6                  | Timothy Dupont      | Baptiste Planckaert | Timothy Dupont        | Jonas Gregaard            | Risto Raid                   | Martijn Tusveld              | Joker                  |
| Classements finals | Classements finals  | Baptiste Planckaert | Timothy Dupont        | Jonas Gregaard            | Risto Raid                   | Martijn Tusveld              | Joker                  |

## Liste des participants
- Liste de départ complète

| Légende                                | Légende                                                                                                  | Légende                                | Légende                                                                                                  |
| -------------------------------------- | --- | -------------------------------------- | --- |
| Num                                    | Dossard de départ porté par le coureur sur ce Tour de Normandie                                          | Pos                                    | Position finale au classement général                                                                    |
| Leader du classement général           | Indique le vainqueur du classement général                                                               | Leader du classement par points        | Indique le vainqueur du classement par points                                                            |
| Leader du classement de la montagne    | Indique le vainqueur du classement de la montagne                                                        | Leader du classement des points chauds | Indique le vainqueur du classement des points chauds                                                     |
| Leader du classement du meilleur jeune | Indique le vainqueur du classement du meilleur jeune                                                     |                                        | Indique un maillot de champion national ou mondial, suivi de sa spécialité                               |
| #                                      | Indique la meilleure équipe                                                                              | NP                                     | Indique un coureur qui n'a pas pris le départ d'une étape, suivi du numéro de l'étape où il s'est retiré |
| AB                                     | Indique un coureur qui n'a pas terminé une étape, suivi du numéro de l'étape où il s'est retiré          | HD                                     | Indique un coureur qui a terminé une étape hors des délais, suivi du numéro de l'étape                   |
| *                                      | Indique un coureur en lice pour le classement du meilleur jeune (coureurs nés après le 1er janvier 1992) |                                        | |

| Verandas Willems VWT  | Verandas Willems VWT        | Verandas Willems VWT |
| --------------------- | --------------------------- | -------------------- |
| Num                   | Coureur                     | Pos                  |
| 1                     | Timothy Dupont (BEL)        | 5e                   |
| 2                     | Aidis Kruopis (LTU) (Route) | 32e                  |
| 3                     | Stef Van Zummeren (BEL)     | 25e                  |
| 4                     | Joeri Calleeuw (BEL)        | 44e                  |
| 5                     | Tim De Troyer (BEL)         | AB-6                 |
| 6                     | Sander Cordeel (BEL)        | 20e                  |
| Directeur sportif : ? |                             |                      |

| Raleigh GAC RAL       | Raleigh GAC RAL        | Raleigh GAC RAL |
| --------------------- | ---------------------- | --------------- |
| Num                   | Coureur                | Pos             |
| 11                    | Matthieu Boulo (FRA)   | 30e             |
| 12                    | Sebastián Mora (ESP)   | 12e             |
| 13                    | Morgan Kneisky (FRA)   | 69e             |
| 14                    | Richard Hepworth (GBR) | 75e             |
| 15                    | George Pym (GBR)*      | 80e             |
| 16                    | Jack Escritt (GBR)*    | 92e             |
| Directeur sportif : ? |                        |                 |

| Rabobank Development RDT | Rabobank Development RDT   | Rabobank Development RDT |
| ------------------------ | -------------------------- | ------------------------ |
| Num                      | Coureur                    | Pos                      |
| 21                       | Cees Bol (NED)*            | 16e                      |
| 22                       | Mitchell Cornelisse (NED)* | AB-6                     |
| 23                       | Merijn Korevaar (NED)*     | 64e                      |
| 24                       | Peter Lenderink (NED)*     | 17e                      |
| 25                       | Jeroen Meijers (NED)*      | 35e                      |
| 26                       | Martijn Tusveld (NED)*     | 4e                       |
| Directeur sportif : ?    |                            |                          |

| Leopard LPC           | Leopard LPC              | Leopard LPC |
| --------------------- | ------------------------ | ----------- |
| Num                   | Coureur                  | Pos         |
| 31                    | Jan Brockhoff (GER)*     | 9e          |
| 32                    | Alexander Krieger (GER)  | NP-4        |
| 33                    | Massimo Morabito (LUX)*  | 86e         |
| 34                    | Patrick Olesen (DEN)*    | NP-5        |
| 35                    | Fábio Silvestre (POR)    | 21e         |
| 36                    | Laurent Vanden Bak (BEL) | 90e         |
| Directeur sportif : ? |                          |             |

| Riwal Platform RIW    | Riwal Platform RIW         | Riwal Platform RIW |
| --------------------- | -------------------------- | ------------------ |
| Num                   | Coureur                    | Pos                |
| 41                    | Troels Vinther (DEN)       | 51e                |
| 42                    | Nicolai Brøchner (DEN)*    | AB-5               |
| 43                    | Patrick Clausen (DEN)      | AB-6               |
| 44                    | Jonas Aaen Jørgensen (DEN) | 48e                |
| 45                    | Rasmus Mygind (DEN)        | 43e                |
| 46                    | Jonas Gregaard (DEN)*      | 65e                |
| Directeur sportif : ? |                            |                    |

| Armée de Terre ADT    | Armée de Terre ADT       | Armée de Terre ADT |
| --------------------- | ------------------------ | ------------------ |
| Num                   | Coureur                  | Pos                |
| 51                    | Bryan Alaphilippe (FRA)* | AB-2               |
| 52                    | Benoît Sinner (FRA)      | 3e                 |
| 53                    | Alexis Bodiot (FRA)      | AB-6               |
| 54                    | Benjamin Thomas (FRA)*   | 62e                |
| 55                    | Jordan Levasseur (FRA)*  | 89e                |
| 56                    | Thibault Ferasse (FRA)*  | 49e                |
| Directeur sportif : ? |                          |                    |

| Aldro -               | Aldro -                       | Aldro - |
| --------------------- | ----------------------------- | ------- |
| Num                   | Coureur                       | Pos     |
| 61                    | Juanjo Agüero (ESP)*          | 84e     |
| 62                    | Miguel Ángel Fernández (ESP)* | AB-4    |
| 63                    | Unai Intziarte (ESP)          | AB-6    |
| 64                    | Senen Landaburu (ESP)*        | AB-6    |
| 65                    | Ismael Piñera (ESP)*          | AB-4    |
| 66                    | Ruben Sánchez (ESP)*          | 85e     |
| Directeur sportif : ? |                               |         |

| VC Rouen 76 -         | VC Rouen 76 -            | VC Rouen 76 - |
| --------------------- | ------------------------ | ------------- |
| Num                   | Coureur                  | Pos           |
| 71                    | Melvin Rullière (FRA)    | AB-6          |
| 72                    | Erwan Brenterch (FRA)    | 42e           |
| 73                    | Risto Raid (EST)         | 77e           |
| 74                    | Christopher Piry (FRA)*  | AB-6          |
| 75                    | Adrien Carpentier (FRA)* | AB-4          |
| 76                    | Dylan Kowalski (FRA)*    | 6e            |
| Directeur sportif : ? |                          |               |

| VC Pays de Loudéac -  | VC Pays de Loudéac -  | VC Pays de Loudéac - |
| --------------------- | --------------------- | -------------------- |
| Num                   | Coureur               | Pos                  |
| 81                    | Erwann Corbel (FRA)   | 34e                  |
| 82                    | Camille Guérin (FRA)* | AB-6                 |
| 83                    | Kévin Guillot (FRA)*  | 82e                  |
| 84                    | Justin Mottier (FRA)* | AB-6                 |
| 85                    | Cyrille Patoux (FRA)  | 26e                  |
| 86                    | Clément Bommé (FRA)*  | AB-6                 |
| Directeur sportif : ? |                       |                      |

| SEG Racing Academy SEG | SEG Racing Academy SEG     | SEG Racing Academy SEG |
| ---------------------- | -------------------------- | ---------------------- |
| Num                    | Coureur                    | Pos                    |
| 91                     | Tim Ariesen (NED)*         | 22e                    |
| 92                     | Julius van den Berg (NED)* | 38e                    |
| 93                     | Magnus Bak Klaris (DEN)*   | 58e                    |
| 94                     | Martijn de Jong (NED)*     | 61e                    |
| 95                     | Nick Schultz (AUS)*        | 81e                    |
| 96                     | Freddy Ovett (AUS)*        | 91e                    |
| Directeur sportif : ?  |                            |                        |

| Vendée U -            | Vendée U -                | Vendée U - |
| --------------------- | ------------------------- | ---------- |
| Num                   | Coureur                   | Pos        |
| 101                   | Morgan Lamoisson (FRA)    | AB-6       |
| 102                   | Enzo Bernard (FRA)*       | AB-3       |
| 103                   | Taruia Krainer (FRA)      | AB-5       |
| 104                   | Antoine Leplingard (FRA)* | 45e        |
| 105                   | David Rivière (FRA)*      | 31e        |
| 106                   | Paul Ourselin (FRA)*      | 29e        |
| Directeur sportif : ? |                           |            |

| Sparebanken Sør TSS   | Sparebanken Sør TSS        | Sparebanken Sør TSS |
| --------------------- | -------------------------- | ------------------- |
| Num                   | Coureur                    | Pos                 |
| 111                   | Christian Kaggestad (NOR)* | AB-5                |
| 112                   | Andreas Erland (NOR)*      | AB-6                |
| 113                   | Kristian Aasvold (NOR)*    | 73e                 |
| 114                   | Andreas Vangstad (NOR)*    | 67e                 |
| 115                   | Fridtjof Røinås (NOR)*     | NP-5                |
| 116                   | Trond Trondsen (NOR)*      | NP-6                |
| Directeur sportif : ? |                            |                     |

| Équipe nationale d'Allemagne GER | Équipe nationale d'Allemagne GER | Équipe nationale d'Allemagne GER |
| -------------------------------- | -------------------------------- | -------------------------------- |
| Num                              | Coureur                          | Pos                              |
| 121                              | Pascal Ackermann (GER)*          | AB-3                             |
| 122                              | Patrick Haller (GER)*            | 93e                              |
| 123                              | Michel Koch (GER)                | 88e                              |
| 124                              | Marco Mathis (GER)*              | 87e                              |
| 125                              | Jan Tschernoster (GER)*          | 68e                              |
| 126                              | Lucas Liss (GER)*                | AB-4                             |
| Directeur sportif : ?            |                                  |                                  |

| Madison Genesis MGT   | Madison Genesis MGT    | Madison Genesis MGT |
| --------------------- | ---------------------- | ------------------- |
| Num                   | Coureur                | Pos                 |
| 131                   | Alexandre Blain (FRA)  | AB-1                |
| 132                   | Thomas Stewart (GBR)   | 11e                 |
| 133                   | Erick Rowsell (GBR)    | AB-6                |
| 134                   | Taylor Gunman (NZL)    | AB-6                |
| 135                   | Tristan Robbins (GBR)* | NP-1                |
| 136                   | Felix English (IRL)*   | AB-4                |
| Directeur sportif : ? |                        |                     |

| ColoQuick-Cult TCQ    | ColoQuick-Cult TCQ           | ColoQuick-Cult TCQ |
| --------------------- | ---------------------------- | ------------------ |
| Num                   | Coureur                      | Pos                |
| 141                   | Aske Vorre (DEN)*            | 78e                |
| 142                   | Kristian Haugaard (DEN)      | NP-3               |
| 143                   | Christian Nyvang Lund (DEN)* | 53e                |
| 144                   | Jesper Odgaard Nielsen (DEN) | 70e                |
| 145                   | Alex Rasmussen (DEN)         | AB-6               |
| 146                   | Jimmi Sørensen (DEN)         | AB-6               |
| Directeur sportif : ? |                              |                    |

| An Post-ChainReaction SKT | An Post-ChainReaction SKT | An Post-ChainReaction SKT |
| ------------------------- | ------------------------- | ------------------------- |
| Num                       | Coureur                   | Pos                       |
| 151                       | Nicolas Vereecken (BEL)   | 8e                        |
| 152                       | Emiel Wastyn (BEL)*       | 56e                       |
| 153                       | Connor McConvey (IRL)     | 60e                       |
| 154                       | Jack Wilson (IRL)*        | 59e                       |
| 155                       |                           |                           |
| 156                       | Jasper Bovenhuis (NED)    | 28e                       |
| Directeur sportif : ?     |                           |                           |

| Joker # TJO           | Joker # TJO                  | Joker # TJO |
| --------------------- | ---------------------------- | ----------- |
| Num                   | Coureur                      | Pos         |
| 161                   | Reidar Borgersen (NOR)       | 54e         |
| 162                   | Bjørn Tore Hoem (NOR)        | 15e         |
| 163                   | Amund Grøndahl Jansen (NOR)* | 13e         |
| 164                   | Philip Lindau (SWE)          | 52e         |
| 165                   | Markus Hoelgaard (NOR)*      | 14e         |
| 166                   | Edvin Wilson (SWE)           | 19e         |
| Directeur sportif : ? |                              |             |

| Bridgestone Anchor BGT | Bridgestone Anchor BGT | Bridgestone Anchor BGT |
| ---------------------- | ---------------------- | ---------------------- |
| Num                    | Coureur                | Pos                    |
| 171                    | Kazuo Inoue (JPN)      | AB-6                   |
| 172                    | Hiroshi Tsubaki (JPN)  | AB-3                   |
| 173                    | Sho Hatsuyama (JPN)    | 72e                    |
| 174                    | Kōhei Uchima (JPN)     | AB-6                   |
| 175                    | Ryu Suzuki (JPN)*      | 76e                    |
| 176                    | Ryota Nishizono (JPN)  | 63e                    |
| Directeur sportif : ?  |                        |                        |

| CC Nogent-sur-Oise -  | CC Nogent-sur-Oise -        | CC Nogent-sur-Oise - |
| --------------------- | --------------------------- | -------------------- |
| Num                   | Coureur                     | Pos                  |
| 181                   | Romain Bacon (FRA)          | AB-6                 |
| 182                   | Benoît Daeninck (FRA)       | AB-3                 |
| 183                   | Corentin Ermenault (FRA)*   | AB-6                 |
| 184                   | Vincent Ginelli (FRA)*      | AB-4                 |
| 185                   | Dany Maffeïs (FRA)*         | AB-4                 |
| 186                   | Julien Van Haverbeke (FRA)* | 71e                  |
| Directeur sportif : ? |                             |                      |

| JLT Condor JLT        | JLT Condor JLT             | JLT Condor JLT |
| --------------------- | -------------------------- | -------------- |
| Num                   | Coureur                    | Pos            |
| 191                   | Thomas Moses (GBR)*        | NP-1           |
| 192                   | Christopher Lawless (GBR)* | AB-2           |
| 193                   | Edward Laverack (GBR)*     | 47e            |
| 194                   | Conor Dunne (IRL)*         | 55e            |
| 195                   | Alistair Slater (GBR)*     | 24e            |
| 196                   | Luke Grivell-Mellor (GBR)* | AB-6           |
| Directeur sportif : ? |                            |                |

| Kuota-Lotto TKG       | Kuota-Lotto TKG             | Kuota-Lotto TKG |
| --------------------- | --------------------------- | --------------- |
| Num                   | Coureur                     | Pos             |
| 201                   | Christopher Hatz (GER)      | NP-6            |
| 202                   | Raphael Freienstein (GER)   | 46e             |
| 203                   | Daniel Westmattelmann (GER) | 66e             |
| 204                   | Joshua Huppertz (GER)*      | 37e             |
| 205                   | Tobias Knaup (GER)*         | 79e             |
| 206                   | Julian Braun (GER)*         | 74e             |
| Directeur sportif : ? |                             |                 |

| Lotto-Soudal U23 -    | Lotto-Soudal U23 -       | Lotto-Soudal U23 - |
| --------------------- | ------------------------ | ------------------ |
| Num                   | Coureur                  | Pos                |
| 211                   | Kevin Deltombe (BEL)*    | 27e                |
| 212                   | Michael Goolaerts (BEL)* | 39e                |
| 213                   | Milan Menten (BEL)*      | 41e                |
| 214                   | Emiel Planckaert (BEL)*  | 57e                |
| 215                   | James Shaw (GBR)*        | 10e                |
| 216                   | Joachim Vanreyten (BEL)* | AB-5               |
| Directeur sportif : ? |                          |                    |

| Wallonie Bruxelles-Group Protect WBC | Wallonie Bruxelles-Group Protect WBC | Wallonie Bruxelles-Group Protect WBC |
| ------------------------------------ | ------------------------------------ | ------------------------------------ |
| Num                                  | Coureur                              | Pos                                  |
| 221                                  | Baptiste Planckaert (BEL)            | 1er                                  |
| 222                                  | Kevyn Ista (BEL)                     | AB-5                                 |
| 223                                  | Olivier Pardini (BEL)                | 2e                                   |
| 224                                  | Julien Stassen (BEL)                 | 33e                                  |
| 225                                  | Olivier Chevalier (BEL)              | 83e                                  |
| 226                                  | Ludwig De Winter (BEL)*              | 50e                                  |
| Directeur sportif : ?                |                                      |                                      |

| Join-S-De Rijke RIJ   | Join-S-De Rijke RIJ     | Join-S-De Rijke RIJ |
| --------------------- | ----------------------- | ------------------- |
| Num                   | Coureur                 | Pos                 |
| 231                   | Jetse Bol (NED)         | 23e                 |
| 232                   | Wouter Mol (NED)        | 18e                 |
| 233                   | Coen Vermeltfoort (NED) | 7e                  |
| 234                   | Daan Meijers (NED)      | AB-6                |
| 235                   | Kobus Hereijgers (NED)  | 36e                 |
| 236                   | Robbert de Greef (NED)  | 40e                 |
| Directeur sportif : ? |                         |                     |